# Myopia
Quarto album solistico del musicista statunitense Tom Fogerty dal titolo Myopia, fu pubblicato nel novembre del 1974 dalla casa discografica Fantasy Records.

## Tracce

### LP
Lato A
Testi e musiche di Tom Fogerty.
1. Give Me Another Trojan Song – 2:59
2. What Did I Know – 2:35
3. Theme from Four-D – 3:11
4. Sweet Things to Come – 2:11
5. What About Tomorrow – 4:23

Lato B
Testi e musiche di Tom Fogerty.
1. She La La La – 3:01
2. And I Love You – 2:23
3. Get Up – 2:07
4. There Was a Time – 3:09
5. Showdown – 2:35

## Musicisti
- Tom Fogerty - voce, chitarra ritmica
- Russell De Shiell - chitarra solista
- Tom Phillips - chitarra solista
- Stephen Miller - tastiere
- Stu Cook - basso fender
- Doug Clifford - batteria, percussioni

Altri musicisti
- Ron Stallings - sassofono tenore
- Gary Potterton - chitarra acustica
- Ed Bogas - moog, piano, archi
- Judiyaba (Joseph Herbert Judiyaba) - archi
- Amy Radner - archi
- Nathan Rubin - archi
- Matthew Corrigan - percussioni
- The Valley Boys - cori di sottofondo (brani: Theme from Four-D, Sweet Things to Come, She La La La, And I Love You e Showdown)

Note aggiuntive
- Russ Gary - produttore (per la DSR)
- Tom Fogerty e Russ Gary - arrangiamenti
- Registrazioni effettuate al DSR Studios di Berkeley, California
- John A. Flores e Russ Gary - ingegneri delle registrazioni
- Mixaggio effettuato al Sound Labs di Los Angeles, California
- Remixaggio effettuato da Michael Lietz
- Dipinto copertina frontale album: One Beat of a Dove's Wing di Paul Whitehead (da gentile autorizzazione di Mr. e Mrs. Robin Geoffrey Cable)
- Phil Carroll - art direction copertina album originale[2]